# Sun Qinghai
Dans ce nom chinois, le nom de famille, Sun, précède le nom personnel.
Pour les articles homonymes, voir Sun.
Sun Qinghai (en chinois : 孙 清海), né le 18 janvier 1988 à Harbin, est un fondeur chinois, spécialiste du sprint. 

## Biographie
Il fait ses débuts en Coupe du monde en 2006, marquant ses premiers points un an plus tard au sprint de Changchun (25e). Il obtient son meilleur résultat dans cette compétition (13e place) en 2010 lors du sprint de Kuusamo, comptant pour le Nordic Opening. Il participe aux Jeux olympiques en 2010, 2014, où il arrive à se qualifier à chaque fois pour la phase finale du sprint (21e et 28e) et 2018. 
Lors de la saison 2019-2020, il marque de nouveau des points dans la Coupe du monde, pour la première fois depuis 2017, terminant entre autres seizième du sprint de Dresde.
Il compte seulement deux participations aux Championnats du monde en 2007 et 2013, obtenant son meilleur résultat individuel à Val di Fiemme en 2013 avec la 30e place sur le sprint.
Il est le mari de la fondeuse Li Hongxue.

## Palmarès

### Jeux olympiques
| Épreuve / Édition  | Vancouver 2010                   | Sotchi 2014                      | Pyeongchang 2018                 |
| Sprint classique   | 21e                              | Épreuve inexistante à cette date | Disqualifié                      |
| Sprint libre       | Épreuve inexistante à cette date | 28e                              | Épreuve inexistante à cette date |
| 15 km classique    | Épreuve inexistante à cette date | 72e                              | Épreuve inexistante à cette date |
| 15 km libre        |                                  | Épreuve inexistante à cette date | 98e                              |
| Sprint par équipes | 19e                              |                                  |                                  |

### Championnats du monde
| Épreuve / Édition           | Sprint                           | Sprint    | 15 km | 15 km                            | Skiathlon 2 × 15 km | 50 km libre | Relais | Relais    |
| Épreuve / Édition           | libre                            | classique | libre | classique                        | Skiathlon 2 × 15 km | 50 km libre | Sprint | 4 × 10 km |
| Mondiaux 2007 Sapporo       | Épreuve inexistante à cette date | 48e       | —     | Épreuve inexistante à cette date | Abandon             | —           | —      | —         |
| Mondiaux 2013 Val di Fiemme | Épreuve inexistante à cette date | 30e       | —     | Épreuve inexistante à cette date | —                   | 59e         | 22e    | —         |

Légende :
- : pas d'épreuve
- — : Non disputée par Sun

### Coupe du monde
- Meilleur classement général : 95e en 2020.
- Meilleur résultat individuel : 13e.

#### Classements en Coupe du monde
| Année/Classement | Année/Classement | Général | Général | Sprint | Sprint |
| ---------------- | ---------------- | ------- | ------- | ------ | ------ |
| Année/Classement | Année/Classement | Class.  | Points  | Class. | Points |
| 2007             | 2007             | 147e    | 6       | 74e    | 6      |
| 2010             | 2010             | 172e    | 4       | 105e   | 4      |
| 2011             | 2011             | 118e    | 20      | 71e    | 20     |
| 2013             | 2013             | 150e    | 8       | 91e    | 8      |
| 2014             | 2014             | 121e    | 23      | 65e    | 23     |
| 2016             | 2016             | 143e    | 3       | 95e    | 3      |
| 2017             | 2017             | 146e    | 7       | 83e    | 7      |
| 2020             | 2020             | 95e     | 25      | 57e    | 25     |

### Jeux asiatiques
- Médaille d'argent sur le sprint en 2017 à Sapporo.